# 李日焕
李日煥（리일환，1960年—），北韓政治家，畢業於金日成綜合大學。他曾任職金日成社會主義青年同盟第一書記。1998年，他在最高人民會議選舉中當選為代議員。同年，還成為最高人民會議的常任委員會委員長。2001年3月，被平壤政府表揚為「第一忠臣」。同期，又在平壤率領青年同盟的成員發起反美集會。2020年1月19日起接替朴光浩担任朝鲜劳动党中央委员会宣传鼓动部部长。

## 資料來源
1. 1 2  리일환(李一煥)
2. 1 2  .   [2014-02-24]. （原始内容存档于2015-09-23）.
3. ↑  "북, 전체 청년들에게 `제1충신' 요구" 《朝鮮日報》 2001 4 12